# Lucius Aemilius Mamercinus (Konsulartribun)
Lucius Aemilius Mamercinus war ein Politiker der Römischen Republik aus der gens Aemilia.
Der Überlieferung zufolge war er mehrmals Militärtribun mit konsularischer Gewalt. Überliefert ist sein Name in diesem Amt für die Jahre 391, 389, 387, 383, 382 und 380 v. Chr. Für das Jahr 368 v. Chr. ist ein L. Aemilius als Magister equitum des Diktators Marcus Furius Camillus überliefert; ob dieser mit dem mehrmaligen Konsulartribun oder mit dem namensgleichen Konsul der Jahre 366 und 363 v. Chr. zu identifizieren ist, ist unklar.